# NGC 1939
NGC 1939 — рассеянное скопление в созвездии Столовая Гора.
Этот объект входит в число перечисленных в оригинальной редакции «Нового общего каталога».
Скопление имеет низкое содержание металлов. Как и в NGC 1928, звёзды горизонтальной ветви в NGC 1939 имеют почти исключительно синий цвет и находятся на полосе нестабильности.